# 同性恋军队
曾經同性戀軍隊在古希臘、古埃及、古羅馬時期軍事統帥一度認為由同性戀組成的軍隊是最有戰鬥力的軍隊，因為他們認為這可以影響戰鬥。
此外，在日本古战国时代的军队中也普遍存在着大名身边的小姓，实际上是作为大名的娈童及贴身侍卫，作为“主君”的大名认为只有依靠与主君之间的“亲密”关系，才能够保证在主君（大名）的生命收到威胁的时候，小姓们能够慷慨赴死，毫无畏惧。这一点在日本当代电影导演大岛渚的电影作品《御法度》中能看出较为明显的痕迹。